# Villanueva de Guadamejud
Villanueva de Guadamejud è un comune spagnolo di 118 abitanti situato nella comunità autonoma di Castiglia-La Mancia.